# Veenweidestreek
Onder de Veenweidestreek in Friesland wordt het lage en waterrijke zuiden en zuidwesten van de provincie verstaan, waar de landbouw vrijwel uitsluitend uit veeteelt bestaat.
De landbouwstatistiek van 1912 behandelde de Veenweidestreek als een afzonderlijk landbouwgebied, dat tot de weidestreken of weidegebieden wordt gerekend. Sinds 1991 hanteert men een indeling in 66 landbouwgebieden, die in 14 groepen worden samengevat. De Weidestreek van Friesland (waarbij ook de Greidhoek, de Wouden en de eilanden zijn gevoegd) wordt daarin samen met delen van Groningen, Drenthe en Overijssel tot het Noordelijk Weidegebied gerekend.
Ook in de provincie Utrecht ligt een landbouwgebied dat van 1957 tot 1991 als Veenweidegebied werd gekenschetst. De Hollands-Utrechtse weidestreek bestaat grotendeels uit veenweidegebieden.